# キング・カーティス
キング・カーティス（King Curtis, 本名Curtis Ousley 1934年2月7日-1971年8月13日）は、アメリカ、フォートワース出身のR&Bサクソフォーン奏者。1950年の後半から活躍し、独特の音色とジャンルの枠にとらわれない幅広い音楽性から、亡くなった後も高い人気を誇っている。2000年にはロックの殿堂のサイドマン部門入りを果たした。

## 来歴
10歳のときに、ルイ・ジョーダンの演奏を聴き、サックスを始める。10代後半からニューヨークでスタジオミュージシャンとしての活動を開始し、数多くのセッションに参加する。その中で当時人気を集めたドゥーワップグループ「コースターズ」のセッションで披露したユニークなサウンドが評判を呼び、ヒット曲である「ヤキティ・ヤク」から、「ヤキティ・サックス」を呼ばれ、高い人気を誇った。
1959年よりソロ活動を開始し、1962年に発表した「Soul Twist」は『ビルボード』のポップ・チャートで17位、R&Bシングル・チャートで1位を記録。その後も1964年には「ソウル・セレナーデ」がポップ・チャートで51位、R&Bチャートで20位に達するなど順調に活躍を続け、1965年にメジャー・レーベルのアトランティックと専属契約を結び、1967年には「Memphis Soul Stew」（ポップ33位/R&B6位）、「Ode to Billie Joe」（ポップ28位/R&B6位）などのヒット作を送り込んだ。ソロアーティストとして活動する一方で並行して、サム・ムーア、アルバート・キング、アレサ・フランクリンなどアトランティック所属アーティストのセッションや音楽監督、プロデュースを行い、アトランティックの音楽性に大きな貢献を果たした。
1969年に発表した「孤独の影」が、第12回グラミー賞において、最優秀リズム・アンド・ブルース・インストゥルメンタル・パフォーマンス賞を受賞した。 
1971年3月、ビル・グレアムの企画によって、ライブ・アルバム製作も兼ね、サンフランシスコのフィルモア・ウェストで開催されたアレサ・フランクリンのコンサートに自身のバンド、キングピンズで参加。前座とフランクリンのバック・バンドの両方を務め、この公演の模様は同年のうちに、フランクリン名義の『アレサ・ライヴ・アット・フィルモア・ウェスト』、カーティス名義の『ライヴ・アット・フィルモア・ウェスト』といったアルバムとして発表された。また、1971年7月にはジョン・レノンのアルバム『イマジン』のためのセッションに招かれ、「イッツ・ソー・ハード」と「兵隊にはなりたくない」の2曲でサックス・ソロをオーバー・ダビングした。
しかし、1971年8月、新品の窓用エアコンを担いでの帰宅時、ニューヨークの自宅アパートメント前にて麻薬中毒者と口論になり、ナイフで刺され、そのまま搬送先の病院で死亡した。

## 音楽性
サックス奏者としては、唯一無比の音色を持ち、その力強く深みのある演奏はトム・スコット、デイヴィッド・サンボーンといったサックス奏者を初め、ジョン・レノンやギタリストのデレク・トラックスなど人種の壁を超え、多くのミュージシャンに愛されている。
また、毎回、手がけた楽曲がヒットチャートの上位にランクインさせるほど優れた作曲家であった一方で、アレンジャーとしても卓越した才能を誇り、ライブやレコーディングにおいては、オリジナル曲に加え、レッド・ツェッペリンの「胸いっぱいの愛を」やプロコル・ハルムの「青い影」など、白人層のロックミュージックから、スティーヴィー・ワンダーやバティ・マイルスなど当時の新進気鋭の黒人音楽家の楽曲を取り入れるなど、幅広く、柔軟な音楽性を示した。
内容についても、エレキギターを全面的に出し、激しいギターソロやリフを組み込むロック寄りの要素に、ドラムとエレキベースの複雑なシンコペーションとポリリズムで楽曲にテンポをつけるなど、当時隆盛であったファンクの要素を取り入れ、これまでのR&Bにはない力強く斬新なアレンジを行った。
こうした彼の音楽性は、アトランティックの音楽性に大きく寄与しただけでなく、1960年代後半から1970年代までのニューソウルの流れやその後に発展したフュージョンにも大きな影響を与えた。
また、人材の育成にも優れた手腕を発揮し、彼自身のバンド、キングピンズからは、ジェリー・ジェモット、バーナード・パーディ、コーネル・デュプリー、チャック・レイニー、ジミ・ヘンドリックスなど、1960〜70年代に活躍した優れたミュージシャンを輩出。また、当時、無名であったダニー・ハサウェイを発掘し、プロデビューの機会を作ったことでも知られる。